# Bank of America Plaza (Dallas)
Bank of America Plaza, nằm ở 901 Main Street của trung tâm Dallas, Texas (Mỹ), là một tòa nhà theo kiến trúc hiện đại cao 72 tầng, cao 281 m, hoàn thành năm 1985, là tòa nhà cao thứ 29 thế giới.